# سیارک ۵۶۳۸
سیارک ۵۶۳۸ (به انگلیسی: 5638 Deikoon، نامگذاری:1988TA3) پنج هزار و ششصد و سی و هشتمین سیارک کشف شده‌است که در ۱۰ اکتبر ۱۹۸۸ کشف شد.
قدر مطلق سیارک برابر ۱۰٫۰۰ است.